# Liste des châteaux au Luxembourg
Cette liste non exhaustive répertorie les principaux châteaux luxembourgeois.

## Liste des châteaux luxembourgeois

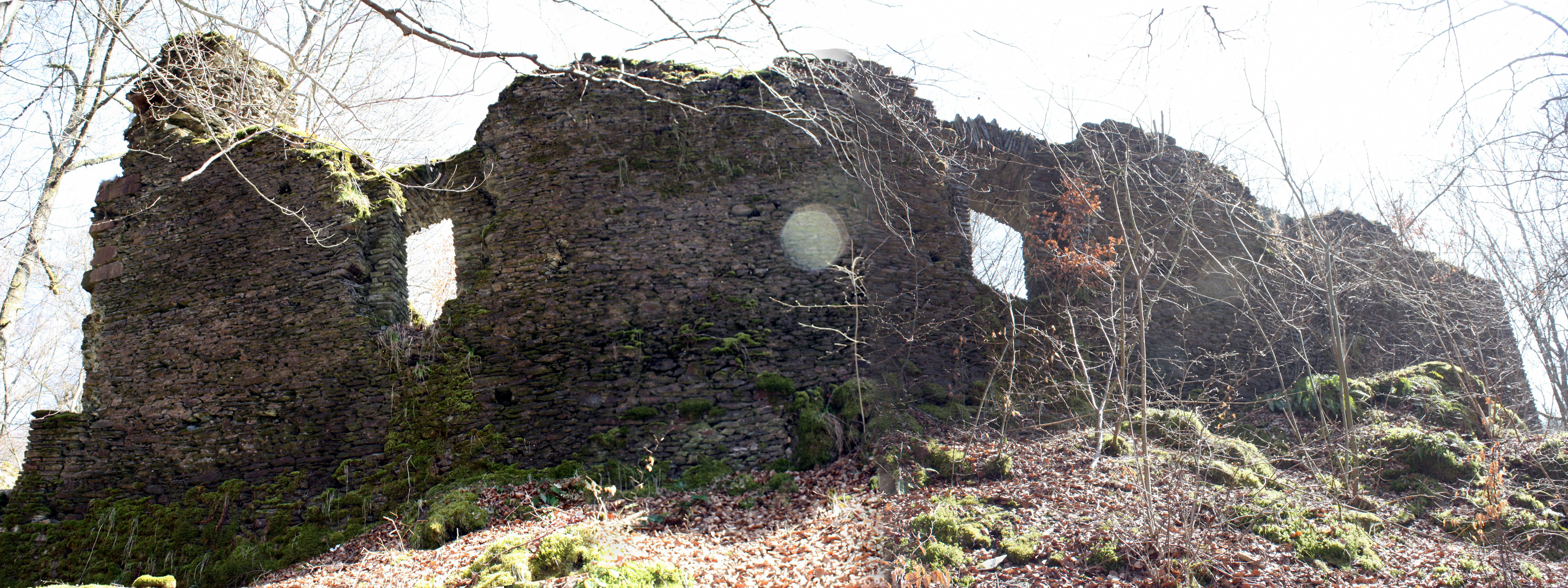

| Image | Nom                          | Date de construction           | Localité              | Remarque                                                 |
| ----- | ---------------------------- | ------------------------------ | --------------------- | -------------------------------------------------------- |
|       | Château d'Ansembourg         | 1135                           | Ansembourg            | Propriété privée, fermé aux visiteurs                    |
|       | Nouveau Château d'Ansembourg | 1639                           | Ansembourg            | Propriété privée, jardins ouverts au public              |
|       | Château d'Aspelt             | 1590                           | Aspelt                | en restauration                                          |
|       | Château de Beaufort          | XIe siècle                     | Beaufort              | Ruine, ouvert au public                                  |
|       | Château de Beggen            | 1895                           | Dommeldange           | Ambassade de Russie                                      |
|       | Château de Colmar-Berg       | 1911                           | Colmar-Berg           | Résidence du Grand-Duc.                                  |
|       | Château de Bettange-sur-Mess | 1753                           | Bettange-sur-Mess     | Centre de réhabilitation pour personne à handicap mental |
|       | Château de Bettembourg       | 1733                           | Bettembourg           | Hôtel de ville de Bettembourg                            |
|       | Château de Bettendorf        | 1728                           | Bettendorf            | Propriété privée, fermé aux visiteurs                    |
|       | Château Betzdorf             | XVIIe siècle                   | Betzdorf              | fermé aux visiteurs.                                     |
|       | Château de Born              | XVIIIe siècle                  | Born (Luxembourg)     | Propriété privée                                         |
|       | Château de Bourglinster      | XIe siècle                     | Bourglinster          | Hôtel et centre de conférence                            |
|       | Château de Bourscheid        | 1095                           | Bourscheid            |                                                          |
|       | Château de Brandenbourg      | XIIIe siècle                   | Brandenbourg          | Ruine. Fermé aux visiteurs.                              |
|       | Château de Clemency          | 1665                           | Clemency              |                                                          |
|       | Château de Clervaux          | XIIe siècle                    | Clervaux              |                                                          |
|       | Château de Colpach           | XVIIIe siècle                  | Colpach-Bas           | Centre de Convalescence                                  |
|       | Château de Differdange       | 1577                           | Differdange           | Centre Européen de l'Université de Miami                 |
|       | Château de Dommeldange       | XVIIe siècle                   | Dommeldange           | Ambassade de Chine                                       |
|       | Château Dudelange            | XVe siècle.                    | Dudelange             | En ruine.                                                |
|       | Château d'Erpeldange         | 1630                           | Erpeldange            |                                                          |
|       | Château d'Esch-sur-Sûre      | XIIIe siècle                   | Esch-sur-Sûre         | En ruine                                                 |
|       | Château de Fischbach         | XVIIe siècle                   | Fischbach             | Résidence Grand-Ducale.                                  |
|       | Palais grand-ducal           | 1572                           | Luxembourg Ville      | Palais Grand-Ducal                                       |
|       | Château de Heisdorf          | XIXe siècle                    | Heisdorf              | Centre pour personnes âgées.                             |
|       | Château d'Hesperange         | XIIIe siècle                   | Hesperange            | en ruine. Fermé aux visiteurs.                           |
|       | Château de Hollenfels        | XIe siècle                     | Hollenfels            | Centre d'éducation pour les jeunes.                      |
|       | Château de Koerich           | XIIIe siècle                   | Koerich               | En ruine.                                                |
|       | Château de Larochette        | XIe siècle                     | Larochette            | Ouvert seulement en été.                                 |
|       | Château de Mamer             | 1830                           | Mamer                 | Hôtel de Ville                                           |
|       | Château de Mersch            | XVIe siècle                    | Mersch                | Administration communale.                                |
|       | Château de Meysembourg       | 1880                           | Près de la Larochette | Propriété privée.                                        |
|       | Château de Munsbach          | 1775                           | Munsbach              |                                                          |
|       | Château de Pettingen         | XVIe siècle                    | Pettingen             | En ruine                                                 |
|       | Château de Rosport           | 1892                           | Rosport               | Musée.                                                   |
|       | Château de Sanem             | 1557                           | Sanem                 |                                                          |
|       | Château de Schengen          | XIXe siècle                    | Schengen              | Hôtel et centre de conférences.                          |
|       | Château de Schoenfels        | XVIIe siècle                   | Schoenfels            |                                                          |
|       | Château de Schuttbourg       | 1830                           | Près de Kautenbach    | Propriété privée.                                        |
|       | Château de Schauwenburg      | XVIe siècle                    | Bertrange             | Hôtel de ville.                                          |
|       | Château de Senningen         | 1750                           | Près de Niederanven   |                                                          |
|       | Château de Septfontaines     | XIIIe siècle                   | Septfontaines         | Propriété privée                                         |
|       | Septfontaines                | 1775                           | Luxembourg Ville      |                                                          |
|       | Château de Stadtbredimus     | 1724                           | Stadtbredimus         | Coopérative viticole.                                    |
|       | Château de Stolzembourg      | 1898                           | Stolzembourg          | Propriété privée.                                        |
|       | Château d'Urspelt            | 1860                           | Clervaux              | Hôtel                                                    |
|       | Château d'Useldange          | XIIe siècle                    | Useldange             | En ruine.                                                |
|       | Château de Vianden           | Entre le XIe et le XIVe siècle | Vianden               |                                                          |
|       | Château de Walferdange       | 1824                           | Walferdange           | Université de Luxembourg                                 |
|       | Château de Wiltz             | 1727                           | Wiltz                 | École                                                    |
|       | Château de Wintrange         | 1610                           | Wintrange             | Propriété privée                                         |